# Вулканиус, Бонавентура
Бонавентура Вулканиус (лат. Bonaventura Vulcanius, нидерл. Bonaventure De Smet, 1538—1614) — фламандский гуманист. Профессор греческого и латинского языков в Лейденском университете в 1581—1614 годах. Редактор и переводчик многих античных авторов, поэт. Сохранилась обширная корреспонденция Вулкануса.
Бонавентура родился в семье чиновника из Брюгге Питера де Смета (Pieter De Smet), известного также под латинизированным именем Петруса Вулканиуса и его жены Адрианетты Туэрт (Adrianette Tuwaert). С 1545 года обучался в Дисте у Яна ван дер Молена (Молануса), с 1554 года у Я. Отто (J. Ottho) в Генте, затем с 1555 года изучал медицину в Лувене и, наконец, философию и литературу в Кёльне у Георга Кассандера. В 1559 году Бонавентура отправился в Испанию, где нанялся секретарём и библиотекарем епископа Бургоса Франсиско Мендоса де Бобадилья. После смерти последнего в 1566 году занял тот же пост у его брата Фердинанда де Мендоса в Толедо. Фернандо скончался в 1570 году и в следующем году Бонавентура вернулся в Нидерланды. В 1573 году он стал наставником детей кёльнского патриция Генриха Зюдерманна, но был вынужден покинуть город после дуэли. Следующие несколько лет Вулканус провёл в Женеве, где жил у кальвиниста Ламбера Дано, переводил «Анабасис Александра» Арриана для Анри Этьенна, и в Базеле, где готовил к печати труды Исидора Севильского и Марциана Капеллы для Пьетро Перна. Завершив данные проекты, Вулканус вернулся на родину в 1577 году, надеясь занять кафедру греческого и латыни Лейденского университета. Рассмотрение кандидатуры Вулканиуса затянулось, и некоторое время он занимал должность секретаря Филиппа ван Марникса. В следующем году Бонавентура был принят на кафедру, а с 1581 года получил должность профессора Лейденского университета. В Лейдене он много работал над изданиями античных и византийских авторов: Каллимаха, Апулея, Агафия, Кирилла Александрийского, Феофилакта Симокатты. Также значителен его вклад в исследования истории германских народов.
Обширная переписка Вулкануса разбросана по различным собраниям и, преимущественно, не издана. То же относится к его стихотворному творчеству на греческом и латинском языках.
Вулканус был обладателем значительной библиотеки, частично при жизни, частично после смерти, проданной библиотеке Лейденского университета. Рукописи из его собрания (Codices Vulcaniani) были каталогизированы в 1910 году.